# Karakuri Kengo Den Musashi Lord
Karakuri Kengo Den Musashi Lord (яп. からくり剣豪伝ムサシロード, Karakuri Kengō Den Musashi Rōdo) — аниме-сериал студии Studio Pierrot. 50-серийный сериал транслировался на Nippon Television с октября 1990 года по сентябрь 1991 года.
На основе аниме были выпущены две видеоигры.